# 유경 (신도왕)
유경(劉景, ? ~ ?)은 중국 전한의 황족·제후왕으로, 정도왕과 신도왕을 지냈다.
초효왕 유오의 손자며 초사왕 유연의 아들로, 전 정도왕 애제가 태자에 책봉되면서 수화 원년(기원전 8년) 11월 임자일에 대신 정도왕이 됐다. 이는 애제가 공식적으로 친부인 정도공왕 대신 전 황제 성제를 아버지로 모셔야 하기에 빈 정도공왕의 후사를 받드는 일을 맡은 것이다. 그러나 애제는 친부와의 정을 중시해 정도공왕을 정도공황으로 격상하고, 다시 정도도 떼고 그냥 한의 공황으로 격상해 자신이 정도공왕의 아들임을 천명했다. 이에 맞춰, 형식상 정도공왕의 후사를 맡은 유경은 건평 2년(기원전 5년)에 신도왕으로 옮겨졌다.
신도왕 경 13년(9년), 신나라를 세운 왕망이 전한의 제후왕을 일괄적으로 공으로 폄작하면서 공으로 폄작됐고, 이듬해에는 작위를 잃었다.